# جورج دبليو. نوريس
جورج دبليو. نوريس (بالإنجليزية: George W. Norris)‏ هو محامي وقاضي وسياسي أمريكي، ولد في 11 يوليو 1861 في الولايات المتحدة، وتوفي في 2 سبتمبر 1944 في ماكوك في الولايات المتحدة. حزبياً، نشط في الحزب الجمهوري. وقد انتخب عضو مجلس النواب الأمريكي (4 مارس 1903 – 3 مارس 1913) وانتخب عضو مجلس الشيوخ الأمريكي (4 مارس 1913 – 3 يناير 1943).

## روابط خارجية
- جورج دبليو. نوريس على موقع الموسوعة البريطانية (الإنجليزية)
- جورج دبليو. نوريس على موقع إن إن دي بي (الإنجليزية)